# 財田町 (岡山県)
財田町（さいでんちょう）は、岡山県上道郡にかつて存在した町である。現在の岡山市中区の財田小学校区と龍ノ口小学校区の区域にあたる。

## 概要
財田町はJR山陽本線の南北で2つの小学校区に分かれおり、南側の財田小学校側は主に住宅地で国道250号を中心に様々な店舗が並んでいる他、工場が密集している地区もある。
対して、北側の龍ノ口小学校側は南側に比べ店舗は少なく田畑などが並ぶ地区もあるが、近年宅地化が進んでいる。
財田町の北には、龍ノ口山（標高-257m）があり、南には一級河川百間川がある。

## 歴史
- 1889年（明治22年） 乙多見村、神下村、米田村、長利村、下村、長岡村、四御神村、土田村が合併し、財田村となる。
- 1950年（昭和25年）10月1日 - 財田村が町制施行して財田町となる。
- 1954年（昭和29年）4月1日 - 岡山市に編入された。

## 人口
- 平成25年 - 18011人

## 施設

### 警察
- 岡山中央警察署東岡山駅前交番

なお、町内全域が岡山中央警察署の管轄である。

### 消防
町内に消防署・出張所は無い。
岡山市消防局中消防署龍操出張所の管轄である。

### 郵便局
- 岡山四御神郵便局
- 岡山雄町郵便局
- 岡山乙多見郵便局
- 岡山長岡郵便局

### 医療
- コープみんなの診療所
- てしま耳鼻咽喉科
- 野上医院
- おまち整形外科
- 清野内科医院
- 松浦皮膚科医院
- 岡山東診療所（現在は閉鎖）
- 吉田小児科内科医院
- 池上医院
- 城東外科医院
- 東岡山ながけクリニック
- とくむら歯科
- 花田歯科医院
- 今村歯科クリニック
- 吉田歯科医院
- みうら歯科医院
- 市場歯科医院
- 西崎歯科医院
- はやし歯科医院
- 妹尾歯科医院

### 教育

#### 幼稚園・保育園
- 岡山市立竜之口幼稚園
- 岡山市立財田幼稚園
- 岡山市立竜之口保育園
- 岡山市立財田保育園
- 岡山市立乙多見保育園
- 岡山市立神下保育園
- 城東チャイルドセンター

#### 小学校
- 岡山市立財田小学校
- 岡山市立竜之口小学校

#### 中学校
旧財田町内に中学校はない。そのため、旧町内の生徒は岡山市立竜操中学校に通うこととなる。

#### 高校
- 岡山県立東岡山工業高等学校
- 岡山県立岡山城東高等学校

#### 特別支援学校
- 岡山東支援学校
- 岡山聾学校